# Rimma Petlevannaya
Pas d'image ? Cliquez ici

a Compétitions nationales et continentales officielles uniquement.

b Matchs officiels uniquement.
Rimma Petlevannaya, née le 30 septembre 1970, est une joueuse internationale russe puis internationale écossaise de rugby à XV occupant le poste de demi d'ouverture.

## Biographie
Rimma Petlevannaya représente tout d'abord l'équipe de Russie au plus haut niveau. Avec cette sélection, elle participe à la Coupe du monde 1994.
Elle s'est installée en Écosse et se marie avec un écossais, elle obtient donc la nationalité britannique. Par la suite, elle devient internationale écossaise. Elle fait ses débuts internationaux avec l'Écosse contre les Pays-Bas en novembre 1996. Elle joue en club pour les Murrayfield Wanderers,.
Elle compte 78 sélections au 15 août 2006, elle fait partie de l'équipe qui se rend à Edmonton au Canada pour participer à la Coupe du monde 2006.
Elle a aussi eu l'honneur de porter les couleurs des Lionnes britanniques et irlandaises de rugby à XV.

## Palmarès
(Au 15.08.2006)
- 78 sélections avec l'équipe d'Écosse.
- Participation à la Coupe du monde 2006.
- Participations au Tournoi des Six Nations.